# Piet Zwaanswijk

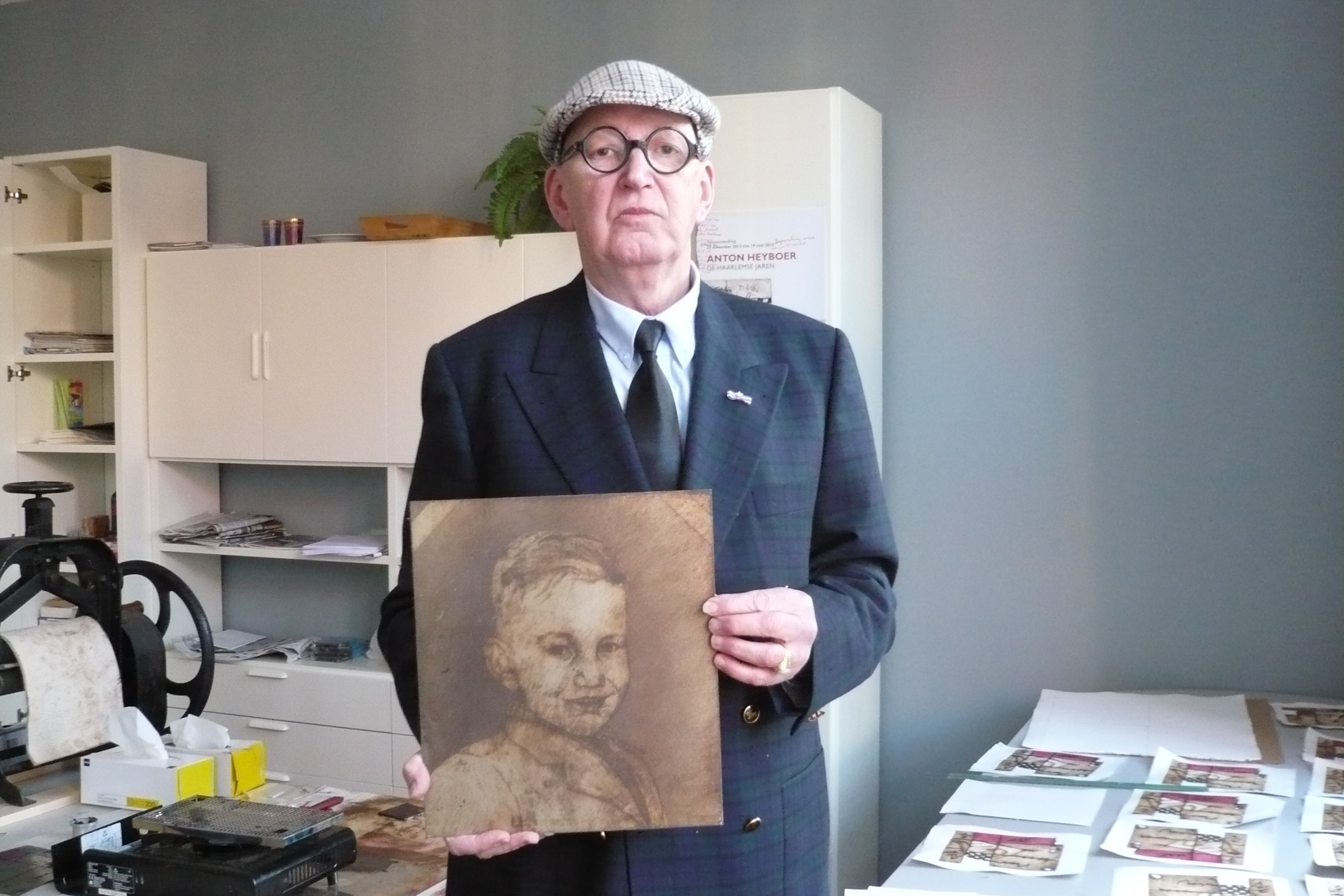
Piet Zwaanswijk in 2013 met een zelfportret

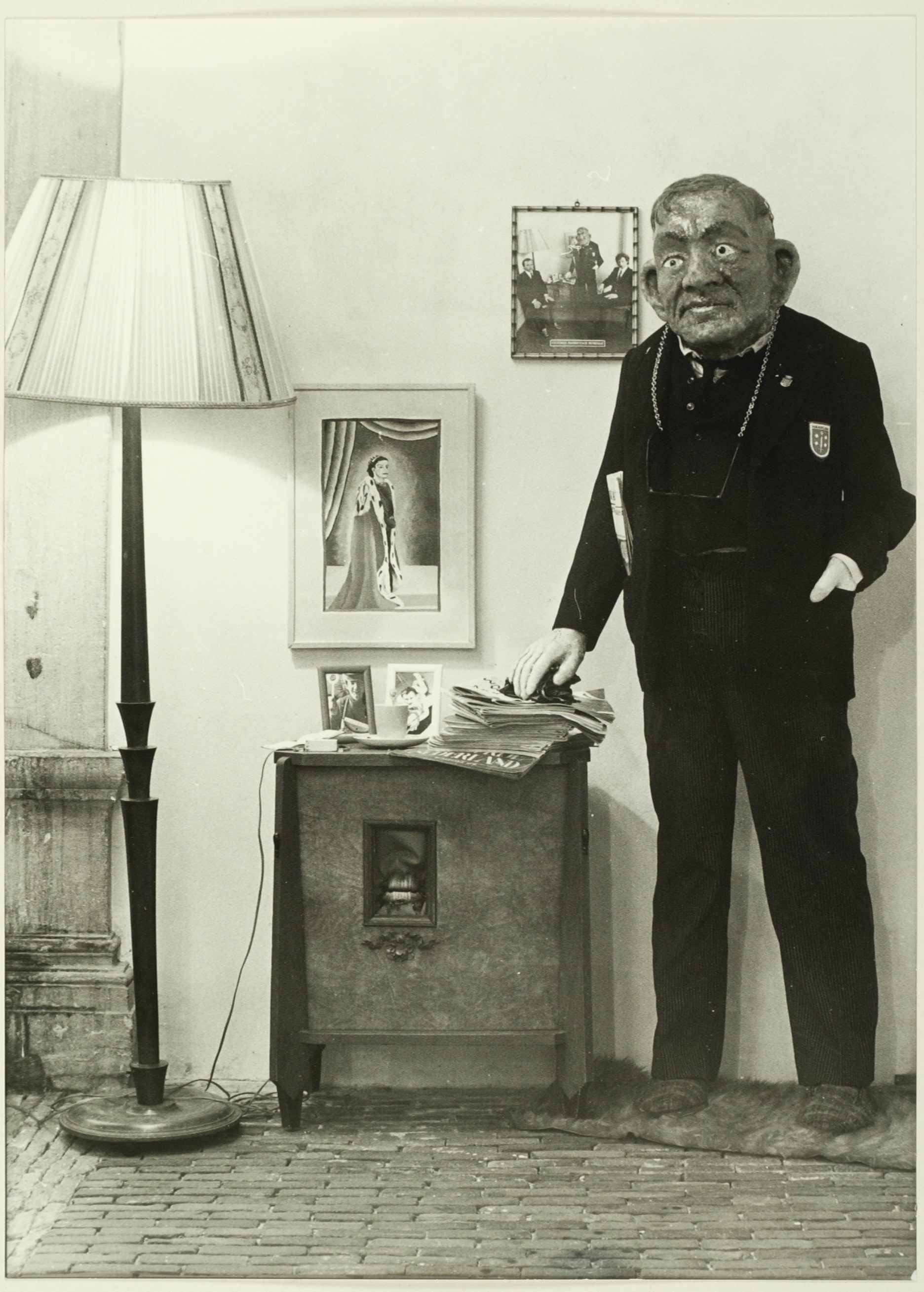
Ons Erelid (foto 1974)

Pieter (Morris) Zwaanswijk (Haarlem, 12 september 1947 – aldaar, 18 november 2024) was een enigszins rebelse Nederlands beeldend kunstenaar.

## Biografie
Hij was zoon van Martina Johanna Pronk en hulpbewaarder Pieter Zwaanswijk. Hij had in Jessica Assmann een levensgezel.
Zwaanswijk was eerst werkzaam als diepdrukmonteur bij drukkerij Koninklijke Joh. Enschedé (1962-1967). Ondertussen haalde hij zijn diploma aan de Grafische School (1966). In die periode nam hij ook tekenles van Henk Ames en Poppe Damave, etsen leerde hij via Atelier 63 bij Frans Verpoorten. Ook volgde hij een cursus bij lithograaf Sam Middleton. Zwaanswijk was als kunst/decorschilder autodidact. Hij omschreef zijn stijl zelf als “quasi-realisme”.
Hij werd actief in de jaren zestig, al snel volgden exposities van zijn werk in Haarlem en omgeving. Hij kreeg daarbij steun van de betreffende gemeenten, de provincie Noord-Holland en het Rijk. Die exposities en de samenwerking met kunstenaar Jan Heijer leidden tot de oprichting van een eigen museum genaamd Jan en Piet-museum te Haarlem, dat tussen 2005 en 2019 bestond. In de loop der jaren vonden talloze exposities plaats, zo was er van hem in 2004 een installatie te zien in het Filmmuseum te Amsterdam en in 2006 de installatie Gevangenen in beeld in de Kathedrale basiliek Sint Bavo in Haarlem. Hij maakte voornamelijk portretten (eerst een foto maken en dan thuis uitwerken).
Zwaanswijk was ook actief op het gebied van toneel. Zo was hij betrokken bij Theatergroep Badmuts, schreef voor Toneelgroep Het Volk (2007-2009), die in de Toneelschuur De aardappelmaker en Far Away van hem op de planken bracht.
Een aantal werken van hem bevindt zich in de open ruimte van gemeente Velsen.

## Ons Erelid
Een plaatselijke rel werd in 1974 een samen met kunstenaar Gerrit van Dijk gemaakt beeld Ons Erelid, een installatie met als middelpunt een grote mensenfiguur. Beide kunstenaars, verenigd in Cultureel Pattriottisch Verbond, beeldden een zeer traditioneel figuur uit, die weergegeven werd in een huiskamer met schemerlamp en portret van de koningin, terwijl Wien Neêrlands bloed klonk. Burgemeester Leonard de Gou vond de afgebeelde persoon te veel op hem lijken. De Gou had het vlak daarvoor te kwaad gehad met het schrappen van het Wilhelmus tijdens concerten van het Noordhollands Philharmonisch Orkest en niet-koningsgezinde teksten tijdens voorstellingen van Tekstpierement. Beide keren liep hij weg. Het werk was bestemd voor het kunstbezit van Haarlem. Alhoewel de kunstcommissie positief oordeelde, wilde(n) Burgemeester en wethouders er niet aan. Zij vonden het kunstwerk expres beledigend voor de persoon De Gou. Nadat een herstemming geen positief resultaat had opgeleverd kwam de storm in een glas water tot rust.

## Onderscheidingen
Zwaanswijk werd diverse keren onderscheiden:
- 1972: Koninklijke Prijs voor Vrije Schilderkunst namens koningin Juliana der Nederlanden
- 1997: Gouden Olifant, cultuurprijs gemeenten Haarlem
- 2006: ridder in de Orde van Oranje-Nassau
- 2006: Jannie Sipkes Prijs.

Zwaanswijk overleed op 77-jarige leeftijd in een Haarlems hospice aan kanker.
- Nederlandse Thesaurus van Auteursnamen: 422925616
- RKD-Nederlands Instituut voor Kunstgeschiedenis: 86694
- Union List of Artist Names: 500764336
- Virtual International Authority File: 64156218222604740334